# Пейн, Джордж
Джордж Пейн (англ. George Payne) (1685 год — 23 января 1757 года) — один из основателей современного символического масонства. В 1718 году был избран вторым великим мастером Первой великой ложи Англии, известной также как Великая ложа Лондона и Вестминстера, или как Великая ложа Англии.

## Биография

### Семья
Джордж Пейн родился в семье Сэмюэля Пейна Честерского и Фрэнсис Кендрик или Кенрик. У Джорджа Пейна и его жены Энн Марты Бэтсон не было выживших детей. Они жили в Нью пэлес ярд, что в Вестминстере.
Его брат Томас Пейн (23 декабря 1689—1744) был ректором в Холм Лейси (Херефордшир) для Фрэнсис Скудамор, жены Генри Скудамора, 3-го герцога Бофорта, а позже жены Карла Фитцроя — Скудамор.
Джордж Пейн был назначен секретарём в налоговую службу 20 июля 1732 года. Стал руководителем секретариата 8 апреля 1743 года.

### Путь в масонстве
В 1719 году Джорджа Пейна сменил на должности великого мастера Джона Теофила Дезагюлье. Джордж Пейн снова стал великим мастером в 1720 году. Он принял активное участие в составлении первых конституций вольных каменщиков, которые были напечатаны в 1722 или 1723 годах. Он был заместителем мастера в 1725 году, когда герцог Ричмонда был мастером ложи и великим мастером.